# Marian Kurleto
Marian Kurleto (ur. 20 października 1893 w Krakowie, zm. 4–7 kwietnia 1940 w Katyniu) – polski lekkoatleta, działacz sportowy i dziennikarz, kapitan administracji Wojska Polskiego, ofiara zbrodni katyńskiej.

## Życiorys
Syn Jana i Józefy ze Spottów, urodzony 20 października 1893 w Krakowie. 
Podczas wojny polsko-bolszewickiej był oficerem sanitarnym szpitala załogi Kraków. We wrześniu 1924 został przydzielony do Oficerskiej Szkoły Piechoty na stanowisko instruktora wychowania fizycznego. W 1939 pełnił służbę w Państwowym Urzędzie Wychowania Fizycznego i Przysposobienia Wojskowego w Warszawie na stanowisku kierownika referatu Komendy Głównej Związku Strzeleckiego.
Był zawodnikiem Cracovii. Dwukrotny brązowy medalista Mistrzostw Polski 1922: w biegu na 1500 metrów oraz w biegu na 5000 metrów. Członek Polskiego Komitetu Olimpijskiego i działacz Polskiego Związku Lekkiej Atletyki.
W czasie kampanii wrześniowej 1939 w nieznanych okolicznościach dostał się do niewoli sowieckiej. Osadzono go w obozie jenieckim w Kozielsku. Między 3 a 5 kwietnia 1940 przekazany do dyspozycji naczelnika Zarządu NKWD Obwodu Smoleńskiego – lista wywózkowa bez numeru z 2 kwietnia 1940. Został zamordowany między 4 a 7 kwietnia 1940 w Katyniu przez funkcjonariuszy Obwodowego Zarządu NKWD w Smoleńsku oraz pracowników NKWD przybyłych z Moskwy na mocy decyzji Biura Politycznego KC WKP(b) z 5 marca 1940. Ofiary tej zbrodni grzebano w bezimiennych mogiłach zbiorowych, gdzie od 28 lipca 2000 mieści się oficjalnie Polski Cmentarz Wojenny w Katyniu. W miejscu tym prowadzone były ekshumacje i prace archeologiczne. Zidentyfikowany podczas ekshumacji prowadzonej przez Niemców w 1943 pod numerem 141 – dosł. opisany jako Kurlęto Marjan (raport dzienny z 15 kwietnia 1943). Przy jego szczątkach znaleziono kopertę. Figuruje na liście Komisji Technicznej PCK pod numerem 0141.
Był żonaty.
5 października 2007 minister obrony narodowej Aleksander Szczygło mianował go pośmiertnie na stopień majora. Awans został ogłoszony 9 listopada 2007 w Warszawie, w trakcie uroczystości „Katyń Pamiętamy – Uczcijmy Pamięć Bohaterów”.

## Ordery i odznaczenia
- Srebrny Krzyż Zasługi (19 marca 1931)[19]
- Medal Pamiątkowy za Wojnę 1918–1921[2]
- Medal Dziesięciolecia Odzyskanej Niepodległości[2]